# 浦和區
浦和區（日语：／ Urawa ku */?）是埼玉縣埼玉市的10個行政區之一。范圍為舊浦和市中心。也是埼玉市的主要行政機關的所在地。

## 地理

### 位置
浦和區位於埼玉縣埼玉市南部。
埼玉市升格政令指定都市時，舊浦和市分為4區，西部為櫻區、包含中心商業區的中央部北側為浦和區、中央部南側為南區、東部為綠區。浦和區相當於舊浦和町與木崎地區加上六辻地區中的神明北側3分之2土地。另外，木崎地區中的大原6丁目、7丁目屬大宮區。

### 地形
浦和區全域絕大部分位在大宮台地（北足立台地）浦和大宮支台上，僅北端屬於芝川低地。另外，大宮台地中也可看到藤右衛門川等中小型河川造成的谷底平原。

### 人口組成
浦和區人口密度達每平方公里1萬3千人，不僅是埼玉市最高，在埼玉縣市區町村中也僅次於蕨市位居第2位。
本區家庭所得與學歷皆高，2013年（平成25年）年收入超過1000萬日圓的家庭比率達15.3%。2010年（平成22年）25歲以上人口中，大專以上畢業者達43.4%。這兩項數據在埼玉縣各市區町村中皆為第一，家庭年收入達1000萬日圓的比率在全國名列第13位，大專以上畢業者比率為第15名。

## 歷史
此地在江戶時代以前是調神社與玉藏院的門前町。江戶時代則為中山道浦和宿宿場町。廢藩置縣後成為浦和縣縣廳所在地，埼玉縣成立後繼續作為縣廳至今。1883年（明治16年），縣內最古老的車站之一浦和站開業。1889年（明治22年）町村制施行，浦和町誕生。
1923年（大正12年）發生關東大地震，由於此地災害輕微，加上鄰近東京，吸引東京府人口流入。隨著人口不斷增加，1934年施行市制，為浦和市。當時統稱「浦和畫家」的眾多文化人士聚集，加上日本首屈一指的公立升學校埼玉縣立浦和高等學校前身「舊制浦和中學校」、埼玉大學前身埼玉縣師範學校（鳳翔閣）與舊制浦和高校、縣內最古老的女校埼玉縣立浦和第一女子高等學校等教育機關匯集，讓浦和有「文教都市」之稱。
戰後，由於前往東京都心便利，人口不斷增長，從1945年（昭和20年）的9萬3,696人成長至1975年（昭和50年）的33萬1,145人。隨著業務增加，浦和市役所在1976年（昭和51年）遷往常盤的埼玉大學舊址。接著作為都市改造的一環，1981年進行浦和站西口都市更新（浦和CORSO）、擴張站前廣場、現在縣內營業額第一的伊勢丹浦和店開幕。旧中山道與縣廳通沿線也吸引十字屋（1984年閉店）等百貨店與丸井浦和店（1985年閉店）、西友浦和店（1992年閉店）入駐。1999年（平成11年），浦和市役所舊址的浦和皇家派恩酒店開幕，是市內第一棟超高層建築物。之後車站周邊陸續進行都市更新，完成APEX TOWER浦和（2003年竣工）、COSTA TOWER浦和（2006年竣工）等超高層大樓。
2001年（平成13年），3市合併成立埼玉市，2003年（平成15年）升格政令指定都市，浦和區成立。浦和區是埼玉縣廳與埼玉市役所所在的行政中樞。近年以浦和站周邊為中心進行都市更新，打造超高層公寓與商業設施，並進行道路整備。2007年（平成19年）浦和站東口的浦和巴而可開幕。另外浦和站西口南地區計畫建造27層建築，預計2020年（令和2年）完工。隨著上野東京線的開通，前往東京站與新宿站只要25分鐘，公寓開發熱潮興起。作為縣廳所在地，車站周邊禁止風俗店營業，因此相對上站前商業區治安較佳。稍微遠離車站的國道17號沿線有埼玉里索那銀行等辦公大樓，其外圍的常盤與岸町等地則是高級住宅區。
埼玉市內的住宅地公告地價前四名都在浦和區內。
浦和區區色是採用J聯盟浦和紅鑽的隊色紅色。
- 浦和站東口
- 浦和伊勢丹
- 浦和巴而可（日语：浦和パルコ）
- 連結浦和站東西的田島大牧線（日语：田島大牧線）
- 調神社（日语：調神社）
- 舊中山道沿線街景
- 浦和Century City（日语：浦和センチュリーシティ）
- 埼玉市浦和駒場體育場
- 仲町平和通

### 年表
- 1889年（明治22年） - 町村制施行，浦和町成立。
- 1934年（昭和9年） - 舊浦和市施行市制。
- 2001年（平成13年） - 浦和市、大宮市、與野市3市合併成立埼玉市。
- 2003年（平成15年） - 升格政令指定都市，浦和區成立。

## 人口
浦和區成立後人口變化。
| \| 2003年 \| 137,595人 \| \| \| 2004年 \| 139,609人 \| \| \| 2005年 \| 141,252人 \| \| \| 2006年 \| 142,439人 \| \| \| 2007年 \| 143,715人 \| \| \| 2008年 \| 145,038人 \| \| \| 2009年 \| 145,937人 \| \| \| 2010年 \| 146,071人 \| \| \| 2011年 \| 146,424人 \| \| \| 2012年 \| 147,538人 \| \| \| 2013年 \| 148,571人 \| \| \| 2014年 \| 151,341人 \| \| \| 2015年 \| 154,049人 \| \| |           |  |
| |           |  |
| 2003年 | 137,595人 |  |
| 2004年 | 139,609人 |  |
| 2005年 | 141,252人 |  |
| 2006年 | 142,439人 |  |
| 2007年 | 143,715人 |  |
| 2008年 | 145,038人 |  |
| 2009年 | 145,937人 |  |
| 2010年 | 146,071人 |  |
| 2011年 | 146,424人 |  |
| 2012年 | 147,538人 |  |
| 2013年 | 148,571人 |  |
| 2014年 | 151,341人 |  |
| 2015年 | 154,049人 |  |

## 地域
- 舊浦和町
  - 岸町（日语：岸町 (さいたま市)）
  - 高砂（日语：高砂 (さいたま市)）
  - 常盤（日语：常盤 (さいたま市)）
  - 仲町（日语：仲町 (さいたま市浦和区)）
  - 東岸町（日语：東岸町）
  - 東高砂町（日语：東高砂町）
  - 東仲町（日语：東仲町）

- 舊木崎村（日语：木崎村 (埼玉県)）
  - 大原（日语：大原 (さいたま市)）（一丁目～五丁目）
  - 上木崎（日语：上木崎）
  - 木崎（日语：木崎）
  - 北浦和（日语：北浦和）
  - 皇山町（日语：皇山町）
  - 駒場（日语：駒場 (さいたま市)）
  - 瀨崎（日语：瀬ヶ崎）
  - 大東（日语：大東 (さいたま市)）
  - 針谷（日语：針ヶ谷）
  - 前地
  - 三崎（日语：木崎）
  - 元町（日语：元町 (さいたま市)）
  - 本太（日语：本太）
  - 領家（日语：領家 (さいたま市)）

- 舊六辻村（日语：六辻町）
  - 神明（日语：神明 (さいたま市)）

## 本社位於本地的企業

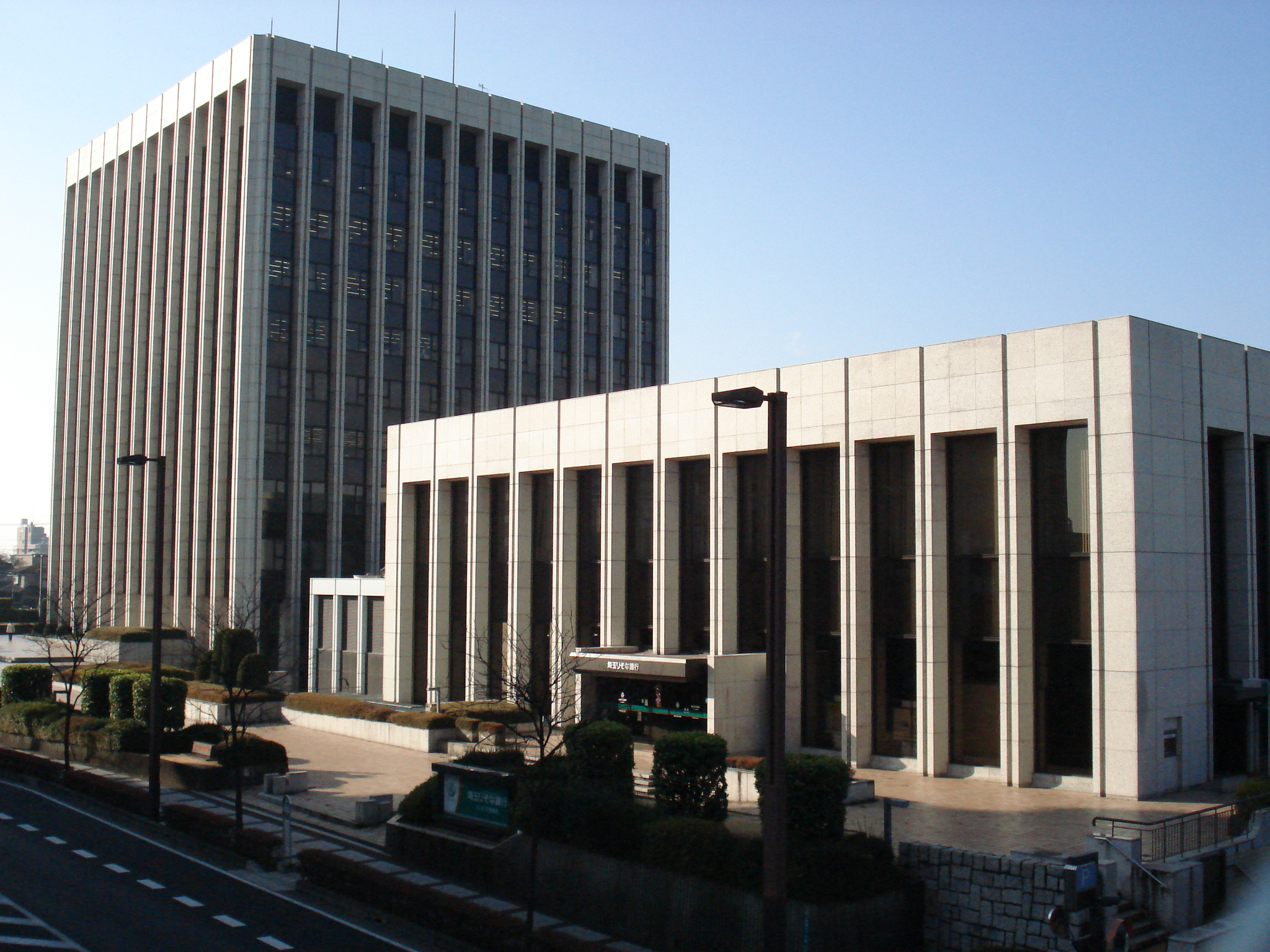
埼玉里索那銀行本部

- 埼玉里索那銀行本部
- NTT東日本-關信越（日语：NTT東日本-関信越）
- 埼玉電視台
- AGS（日语：AGS (企業)）
- LIXIL VIVA（日语：LIXILビバ）
- CityFM埼玉（日语：CityFMさいたま）
- J:COM埼玉（日语：ジェイコムさいたま）
- 日產輕卡車（日语：日産ライトトラック）
- 里索那總合研究所（日语：りそな総合研究所）
- 里索那保證（日语：りそな保証）
- 日新火災海上保險（日语：日新火災海上保険）
- 須原屋（日语：須原屋）
- 國大講座（日语：国大セミナー）
- 埼玉縣住宅供給公社（日语：埼玉県住宅供給公社）
- 埼玉縣道路公社（日语：埼玉県道路公社）
- UDK（日语：ユーディケー）
- 尾張屋（日语：尾張屋 (不動産)）
- 關東自動車（日语：関東自動車 (埼玉県)）

## 主要設施

### 行政、司法等

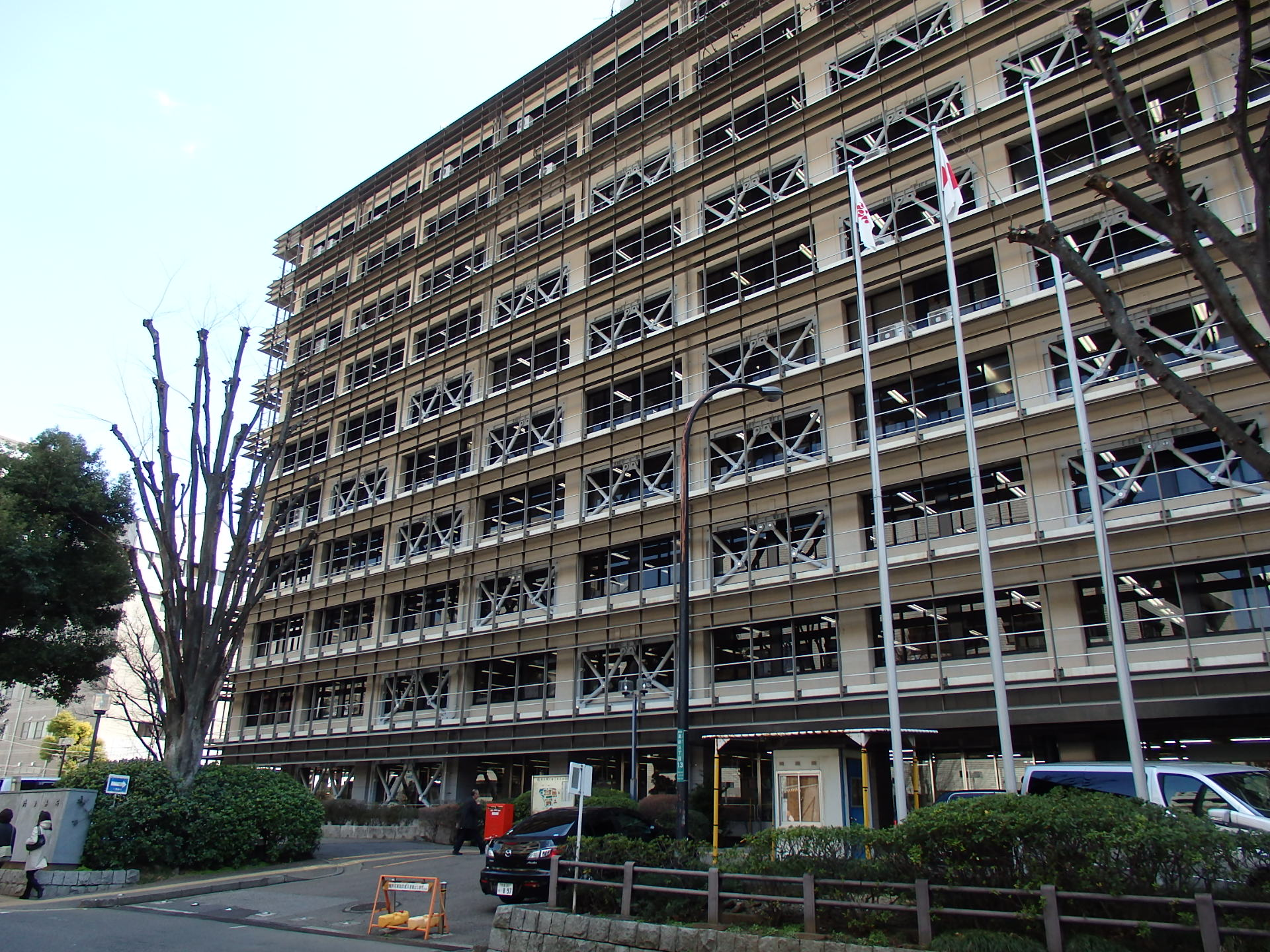
埼玉縣警察本部

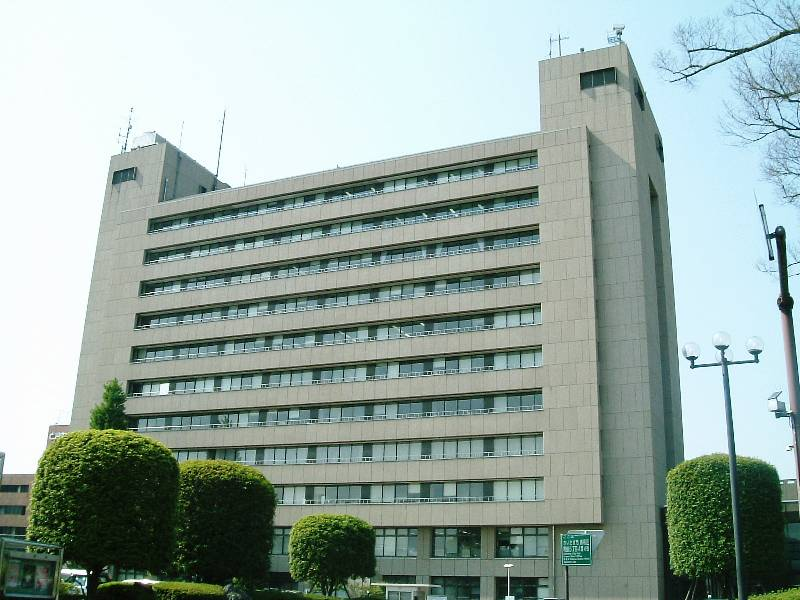
埼玉市役所

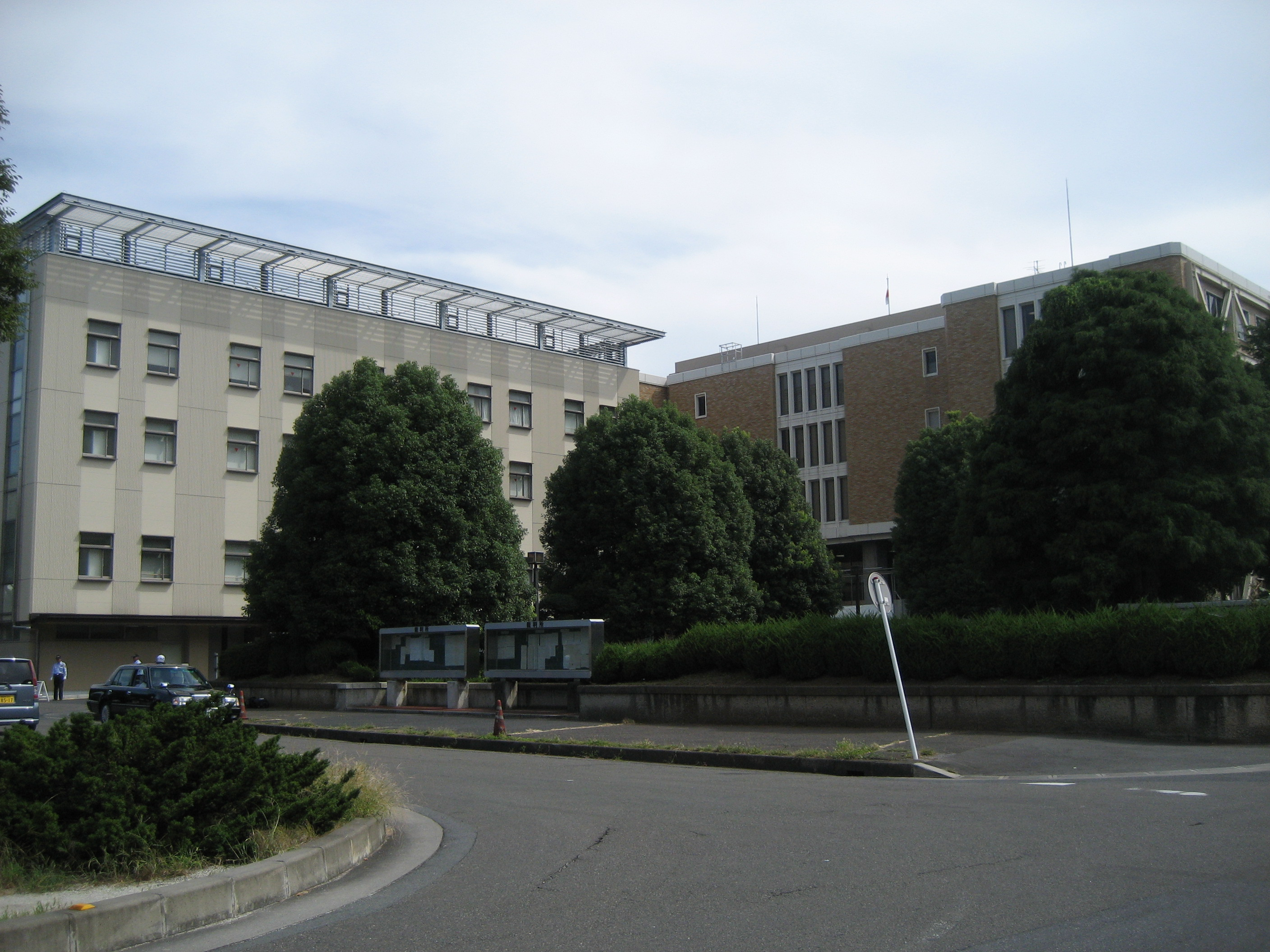
埼玉地裁、地檢

| - 埼玉縣廳 - 埼玉縣議會 - 埼玉縣教育委員會 - 埼玉縣選舉管理委員會 - 埼玉縣公安委員會 - 埼玉縣企業局 - 埼玉縣危機管理防災中心 - 埼玉縣知事公館 - 埼玉縣浦和合同廳舍 - 埼玉縣警察本部 - 埼玉市警察部 - 浦和警察署 - 上木崎一丁目由浦和西警察署管轄。 - 縣營競技事務所 - 埼玉縣勞動相談中心 - 埼玉市役所 - 埼玉市議會 - 埼玉市教育委員會 - 浦和區役所 - 埼玉市立教育研究所 - 埼玉市消防局本部 - 浦和消防署 - 日之出出張所 - 木崎出張所 - 埼玉市水道局 - 南部水道營業所 裁判所 - 埼玉地方裁判所 - 埼玉家庭裁判所 - 埼玉簡易裁判所 | 防衛省 - 浦和地方合同廳舍 - 自衛隊埼玉地方協力本部 法務省 - 埼玉地方檢察廳 - 埼玉區檢察廳 - 埼玉地方法務局浦和公證中心 - 埼玉公安調査事務所 財務省 - 東京稅關埼玉方面事務所 厚生勞動省 - 關東信越厚生局指導監査課（朝日生命浦和大廈） - HelloWork浦和（浦和公共職業安定所） 農林水產省 - 關東農政局埼玉廳舍（消費安全部地域第1課） 警察廳 - 關東管區警察局埼玉縣情報通信部 日本年金機構 - 北關東、信越區本部 - 浦和年金事務所 獨立行政法人 - 自動車事故對策機構埼玉支所 政黨支部 - 自由民主黨埼玉縣支部聯合會 - 民主黨埼玉縣總支部聯合會 - 社會民主黨埼玉縣聯合 - 公明黨埼玉縣本部 |

### 寺社
- 調神社（日语：調神社）
- 玉藏院（日语：玉蔵院 (さいたま市)）
- 大善院（日语：大善院 (さいたま市)）
- 本太冰川神社
- 蓮昌寺
- 成就院

### 飯店、商業
- 浦和METS飯店（日语：ホテルメッツ）
- 浦和皇家派恩酒店（日语：浦和ロイヤルパインズホテル）
- 浦和華盛頓酒店（日语：浦和ワシントンホテル）
- 伊勢丹浦和店伊勢丹浦和店（日语：伊勢丹浦和店伊勢丹浦和店）
- 浦和CORSO（日语：浦和コルソ）
- 浦和巴而可（日语：浦和パルコ）
- VIVA MALL（日语：LIXILビバ）埼玉新都心店
- 伊藤洋華堂浦和店
- Queen's伊勢丹（日语：クイーンズ伊勢丹）北浦和店
- 須原屋伊勢丹（日语：須原屋伊勢丹）書店（本店、CORSO店）
- RED VOLTAGE（日语：レッドボルテージ）（浦和紅鑽官方商店）
- APEX TOWER浦和（日语：エイペックスタワー浦和）
- COSTA TOWER浦和（日语：コスタ・タワー浦和）
- City House浦和高砂（日语：シティハウス浦和高砂）

### 醫療、保健
- 埼玉縣縣民健康中心（日语：埼玉県県民健康センター）
  - 埼玉縣醫師會（日语：埼玉県医師会）
  - 埼玉縣醫師信用組合（日语：埼玉県医師信用組合）
  - 埼玉縣藥劑師會（日语：埼玉県薬剤師会）
- 埼玉縣齒科醫師會（日语：埼玉県歯科医師会）
- 埼玉縣齒科技工士會
- 浦和醫師會（日语：浦和医師会）
- 浦和齒科醫師會
- 埼玉市藥劑師會
- 日本紅十字會埼玉縣支部（日语：日本赤十字社埼玉県支部）
- 地域醫療機能推進機構埼玉醫學中心（日语：地域医療機能推進機構埼玉メディカルセンター）
- 彩之國健康廣場（日语：彩の国すこやかプラザ）

### 公共設施
- 埼玉縣立近代美術館（日语：埼玉県立近代美術館）
- 埼玉市立中央圖書館 / 北浦和圖書館（日语：さいたま市立図書館）
- 埼玉市立教育研究所（日语：さいたま市立教育研究所）
- 埼玉商工會議所（日语：さいたま商工会議所）
- 埼玉縣立文書館（日语：埼玉県立文書館）
  - 埼玉縣立圖書館浦和分室（日语：埼玉県立図書館）
- 埼玉會館（日语：埼玉会館）
- 浦和美術館（日语：うらわ美術館）
- 埼玉市青少年宇宙科學館（日语：さいたま市青少年宇宙科学館）
- 國際交流基金日本語國際中心
- 勞動者健康福祉機構（日语：労働者健康福祉機構）埼玉產業保健推進中心
- 埼玉縣障害者交流中心（日语：埼玉県障害者交流センター）
- 埼玉市民會館浦和（日语：さいたま市民会館うらわ）
- 浦和岸町社區中心
- 浦和接觸館
- 讀賣文化中心（日语：読売文化センターユニオン）浦和
- 埼玉教育會館
- 埼玉私學會館
- 埼玉建設會館
- 埼玉共濟會館
- 全電通（日语：全電通）埼玉會館

### 主要分公司
- 東京電力埼玉支店
- 日本信號北關東支店
- 戶田建設（日语：戸田建設）關東支店
- 大成建設埼玉營業所
- 奧村組（日语：奥村組）北關東支店
- 鴻池組（日语：鴻池組）埼玉營業所
- 錢高組（日语：錢高組）北關東支店
- 西松建設埼玉營業所
- 五洋建設關東營業所
- 積水房屋埼玉南支店
- 安盛生命保險（日语：アクサ生命保険）埼玉支社
- 朝日生命保險（日语：朝日生命保険）埼玉支社浦和營業部
- 日本廣告社埼玉支社
- 綜合警備保障（日语：綜合警備保障）埼玉南支社
- SECOM浦和支社
- 大成有樂不動產販售（日语：大成有楽不動産販売）浦和營業所
- 大京穴吹不動產（日语：大京穴吹不動産）埼玉事業所

### 主要法人
| - 日本野鳥會埼玉縣支部 - 日本產業顧問協會北關東支部 - 新日本婦人會埼玉縣本部 - 不動產保證協會埼玉縣本部 - 建設業技術者中心埼玉縣支部 - 全日本自治團體勞動組合埼玉縣本部 - 埼玉縣社會福祉協議會 - 埼玉縣足球協會 - 埼玉縣行政書士會 - 埼玉司法書士會 - 埼玉弁護士會 - 埼玉縣銀行協會 - 埼玉縣巴士協會 - 埼玉縣勞動協會 - 埼玉縣營養士會 - 埼玉縣調理師會 - 埼玉縣液化石油氣（LPガス）協會 - 埼玉縣傾卸卡車（ダンプカー）協會 | - 埼玉縣計程車協會 - 埼玉縣高壓瓦斯會 - 埼玉縣民謡協會 - 埼玉縣食品衛生協會 - 埼玉縣木材協會 - 埼玉縣合唱聯盟 - 埼玉縣卡車協會浦和支部 - 埼玉土地家屋調査士會 - 埼玉縣社會保險勞務士會 - 埼玉縣醫師國民健康保險組合 - 埼玉縣信用農業協同組合連合會 - 埼玉縣森林組合聯合會 - 企業厚濟會埼玉縣支部 - 教職員共濟埼玉縣支部 - 日本教育公務員弘濟會埼玉支部 - 關東信越稅理士會浦和支部 - 日本防災通信協會埼玉縣支部 - 埼玉縣宅地建物取引業協會本部 - NTT勞動組合北關東總支部 - 埼玉住宅檢査中心本部 |

### 大眾媒體
- NHK埼玉放送局
- 埼玉電視台
- FM浦和（日语：エフエム浦和）
- 朝日電視台埼玉支局
- 朝日新聞社埼玉支局
- 讀賣新聞社埼玉支局
- 日本經濟新聞社埼玉支局
- 東京新聞社（日语：東京新聞社）埼玉支局
- 每日新聞社埼玉支局
- 產經新聞社埼玉総局
- 日本工業新聞社（日语：日本工業新聞社）埼玉支局
- 日刊工業新聞社（日语：日刊工業新聞社）埼玉支局
- 時事通信社埼玉支局
- 共同通信社埼玉支局

### 公園、運動設施
- 埼玉市浦和駒場體育場
- 浦和駒場體育館（日语：浦和駒場体育館）
- 浦和總合運動場（日语：浦和総合運動場）
- 市營浦和球場（日语：さいたま市営浦和球場）
- 大原足球場（日语：大原サッカー場） - 浦和紅鑽練習場
- 埼玉縣立北浦和公園（日语：埼玉県立北浦和公園）
- 浦和北公園（日语：浦和北公園）
- 浦和中央公園（日语：浦和中央公園）
- 常盤公園（日语：常盤公園 (さいたま市)）
- 駒場運動公園

### 學校
高等學校
- 埼玉縣立浦和高等學校（日语：埼玉県立浦和高等学校）

縣立浦和高校

- 埼玉縣立浦和第一女子高等學校（日语：埼玉県立浦和第一女子高等学校）
- 埼玉縣立浦和西高等學校（日语：埼玉県立浦和西高等学校）
- 埼玉市立浦和高等學校（日语：さいたま市立浦和中学校・高等学校）
- 浦和麗明高等學校（日语：浦和麗明高等学校）
- Wits青山學園高等學校（日语：ウィッツ青山学園高等学校）埼玉LETS校區

中學校
| - 埼玉市立浦和中學校 - 埼玉市立常盤中學校 - 埼玉市立木崎中學校 | - 埼玉市立本太中學校 - 埼玉市立大原中學校 |

小學校
| - 埼玉市立高砂小學校 - 埼玉市立常盤小學校 - 埼玉市立常盤北小學校 - 埼玉市立木崎小學校 - 埼玉市立仲本小學校 - 埼玉市立本太小學校 | - 埼玉市立仲町小學校 - 埼玉市立上木崎小學校 - 埼玉市立岸町小學校 - 埼玉市立針谷小學校 - 埼玉市立大東小學校 - 埼玉市立北浦和小學校 |

- 埼玉大學教育學部附屬小學校（日语：埼玉大学教育学部附属小学校）（國立）

## 圖片
- 玉藏院（日语：玉蔵院 (さいたま市)）
- 埼玉醫學中心（日语：地域医療機能推進機構埼玉メディカルセンター）
- 埼玉市青少年宇宙科學館（日语：さいたま市青少年宇宙科学館）
- 埼玉縣立文書館（日语：埼玉県立文書館）
- RED VOLTAGE（日语：レッドボルテージ）
- 市營浦和球場（日语：さいたま市営浦和球場）
- 埼玉電視台
- NHK埼玉放送局
- NTT東日本-關信越（日语：NTT東日本-関信越）本社

## 交通

浦和站

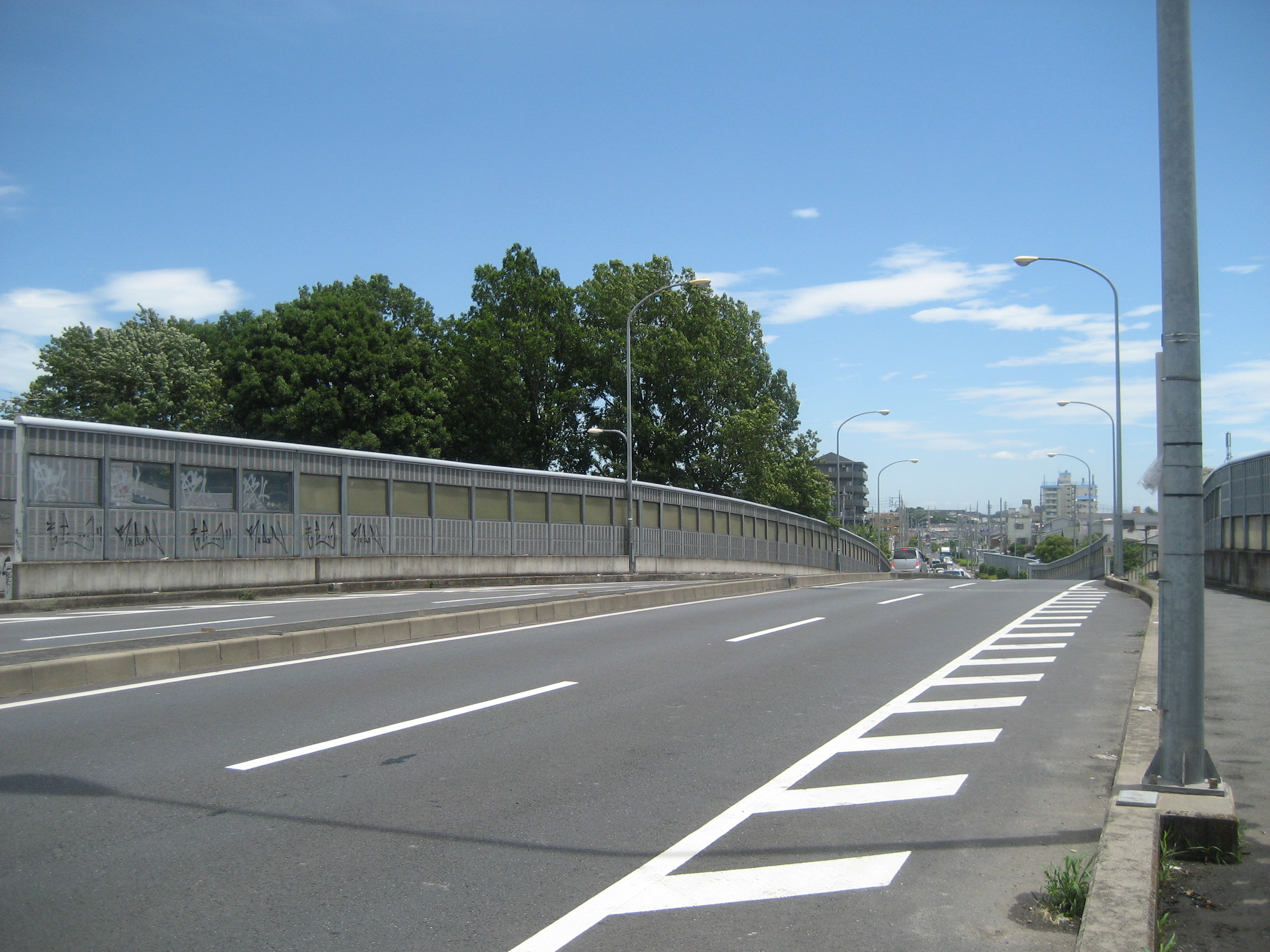
新浦和橋

### 鐵路
東日本旅客鐵道
- 東北本線（宇都宮線）·高崎線：浦和站
- 湘南新宿線·上野東京線：浦和站
- 京濱東北線：浦和站 - 北浦和站 - 與野站

### 巴士
- 国際興業（日语：国際興業バス）

區內大部分運行。
- 東武巴士西（日语：東武バス）

大宮路線。
- 西武巴士

北浦和站路線。

### 道路
一般國道
- 國道17號（中山道）
- 國道463號（越谷街道、舊中山道、縣廳通、中山道、埼大通）
  - 越谷浦和BP（日语：越谷浦和バイパス）

縣道
- 主要地方道
  - 縣道1號埼玉川口線（日语：埼玉県道1号さいたま川口線）（第二產業道路（日语：第二産業道路））
  - 縣道34號埼玉草加線（日语：埼玉県道34号さいたま草加線）（縣廳通、日之出通）
  - 縣道35號川口上尾線（日语：埼玉県道35号川口上尾線）（產業道路）
  - 縣道40號埼玉東村山線（日语：埼玉県道・東京都道40号さいたま東村山線）（志木街道）
  - 縣道57號埼玉鴻巢線（日语：埼玉県道57号さいたま鴻巣線）（新六間道路）
    - 繞道

  - 縣道65號埼玉幸手線（日语：埼玉県道65号さいたま幸手線）（舊中山道、浦高通）
- 一般縣道
  - 縣道118號北浦和停車場線（日语：埼玉県道118号北浦和停車場線）
  - 縣道120號上木崎停車場線（日语：埼玉県道120号上木崎与野停車場線）（西高通）
  - 縣道155号號埼玉武藏丘陵森林公園自行車道線（日语：埼玉県道155号さいたま武蔵丘陵森林公園自転車道線）（荒川自行車道路） - 在區內與國道463號（埼大通）並行。
  - 縣道159號埼玉北袋線（日语：埼玉県道159号さいたま北袋線）（赤山東通）
  - 縣道164號鴻巢桶川埼玉線（日语：埼玉県道164号鴻巣桶川さいたま線）（舊中山道）
  - 縣道213號曲本埼玉線（日语：埼玉県道213号曲本さいたま線）（舊中山道）
- 都市計畫道路
  - 田島大牧線（日语：田島大牧線） - 區內部分路段名「日之出通」，其路段有部分與縣道34號埼玉草加線重複。
  - 町谷本太線（日语：町谷本太線）（市役所通、越谷街道） - 越谷街道區間與國道463號重複。
  - 道場三寶線（日语：道場三室線） - 區內國道17號（中山道）西側路段與縣道57號埼玉鴻巢線繞道重複，東側與國道463號越谷浦和繞道重複。
  - 高砂仲町線（日语：高砂仲町線）

- 橋梁
  - 浦和橋（日语：浦和橋） - 縣道65號埼玉幸手線（舊中山道）
  - 新浦和橋（日语：新浦和橋） - 國道463號越谷浦和繞道、道場三寶線
  - 新都心大橋（日语：新都心大橋） - 縣道159號埼玉北袋線（赤山東通）
  - 大原陸橋

## 古蹟、名產、活動
古蹟
- 浦和宿本陣跡
- 浦和宿石橋與供養佛
- 浦和宿二·七市場跡

名產
自古以來以浦燒鰻聞名。江戶時代則是知名蘿蔔產地（浦和大根）。
活動
- 浦和鰻魚祭（日语：浦和うなぎまつり）（5月於市役所前舉行）
- 浦和祭（日语：浦和まつり）（7月於浦和站、南浦和站周邊舉行）
- 埼玉市國際接觸展銷會（日语：さいたま市国際ふれあいフェア）（浦和巴而可前舉行）
- 埼玉國際馬拉松（11月於北浦和站周邊、國道463號等舉行）
- 十二日集市（日语：十二日まち）（12月於調神社、舊中山道舉行）
- 埼玉國際藝術祭（日语：さいたまトリエンナーレ）（預計2016年舉行，仲町將設置埼玉藝術站）

## 高層公寓
2014年，區內10層以上的高層公寓共有265棟，是埼玉市內最多的一區。其中，浦和站周邊有103棟（西口83棟）、武藏浦和站周邊72棟（白幡24棟）、北浦和站周邊47棟（西口25棟）、南浦和站周邊30棟、與野站周邊13棟。

## 備註
1. ↑  人口為2015年（平成27年）5月1日時的估計人口，面積為2014年（平成26年）全國都道府縣市區町村面積調查資料。
2. ↑  2013年（平成25年）住宅、土地統計調査。
3. ↑  2010年（平成22年）國勢調査。
4. ↑  不計人口未達1萬5千人的町村
5. ↑  さいたま市公式サイト「区の色・ロゴマークの使用について」 的存檔，存档日期2012-01-03.
6. ↑  http://www.city.saitama.jp/006/013/005/001/jikeiretsu.html （页面存档备份，存于） さいたま市の人口・世帯（時系列結果）

## 外部連結
- 埼玉市浦和區役所 （页面存档备份，存于）